# Armin Völckers
Armin Völckers (* 31. August 1963 in Berlin) ist ein deutscher Maler und Filmemacher. Er lebt in Berlin.

## Leben und Wirken
Armin Völckers verbrachte die Zeit zwischen 1964 und 1970 in Rio de Janeiro  und lebte ab 1970 in Hamburg. Nach seinem Abitur 1981 und dem Zivildienst zog er nach Berlin (West) und studierte ab 1983 an der Hochschule der Künste Berlin Malerei bei Dietmar Lemcke, Jens Jensen und Henning Kürschner. Seit 1988 zeigte Völckers seine Werke in zahlreichen Ausstellungen privater Galerien, bei der Jahresausstellung des Vereins Berliner Künstler 1995 sowie international in privaten Sammlungen (u. a. Sammlung der IFC, früher The World Bank, Washington, DC).
Während einer Pause des bildnerischen Schaffens Anfang der 2000er-Jahre arbeitete er als Regisseur und Drehbuchautor. Sein vom ZDF geförderter Kinofilm Leroy (2007) erhielt den Deutschen Filmpreis 2008 in zwei Kategorien (Goldene Lola für Bester Kinderfilm, Beste Musik) und den Publikumspreis des „Tokyo International Film Festival“ in Japan. Seitdem widmet sich Völckers wieder vornehmlich der Malerei.

## Werke

### Malerei
Völckers’ durchweg figurative Malerei zeichnet sich durch narrative Phantastik – oft mit satirischem Einschlag – aus. Obwohl er eine ausgeprägte und typische malerische Handschrift besitzt, lässt er oft Elemente klassischer Malstile einfließen. Dies korreliert mit Bildgegenständen, die gleichermaßen dem Alltag, dem Traum und der Popkultur entlehnt werden. In seinen Bildern sind Realität und Traumwelt nahtlos miteinander verbunden.
Wiederkehrende Inspirationen in Völckers’ Bildern sind u. a. Erinnerungen an Idole der eigenen Jugend (z. B. Bilderserie „Reptile  House“, inspiriert von einer EP der Gothic-Rock-Band „The Sisters of Mercy“), die Lektüre der Romane von Thomas Pynchon oder Filme von David Lynch. Das Pittoreske seiner oft menschenleeren Landschaften wird konterkariert durch Ruinen, die wie die Hinterlassenschaft einer verschwundenen Menschheit anmuten.
2024 stellte Armin Völckers zusammen mit Tobias Kielinger in der Stiftung Wissenschaft und Politik (Berlin) aus. Dazu erschien ein 116-seitiger Katalog mit dem Titel „Illuminations“.

## Ausstellungen (Auswahl)
- 1991 Abriss-Galerie, Solo-Ausstellung „Some Girls Wander By Mistake“, Zusammenarbeit mit der Band „The Sisters of Mercy“ und EastWest Records, Hamburg
- 1992 Galerie Vorsetzen, Installation „Behind our Door“, mit Oswald Oberhuber, Hamburg
- 1993 Galerie im Boudoir, (als „Susi Pop“) Solo-Ausstellung, Berlin; Kunsthalle Berlin, „Potsdamer Platz“, Jahresausstellung des Vereins Berliner Künstler
- 1994 Galerie am Savignyplatz, Solo-Ausstellung, Berlin
- 1995 Fine Art Rafael Vostell, „Standpunkte“ mit MK Kähne, Costantino Ciervo u. a., Berlin
- 1996 Kunstverein Schering (Schering Stiftung), Solo-Ausstellung, Berlin; „Berlin-Rijeka“, Gruppenausstellung, Mali Salonu, Rijeka, Kroatien
- 1997 Fine Art Rafael Vostell, Installation „The Crying Room“, Köpenicker Kunstsommer
- 1998 Galerie Claudia Brandt, Solo-Ausstellung, München
- 2002 Galerie am Savignyplatz, Solo-Ausstellung, Berlin; St. Emmaus-Kirche, Solo-Ausstellung, Kassel
- 2004 Tempelhofer Ufer, „Find Your Love“ mit Marc Schmitz, Berlin
- 2012 Karokabinett Giovanni Castell, Solo-Ausstellung, Hamburg
- 2013 Galerie Anne Moerchen, Solo-Ausstellung, Hamburg
- 2014 Galerie Anne Moerchen, Solo-Ausstellung, Hamburg
- 2015 Friedhofsmuseum, „Funerary“ mit Claudia Hart, Berlin; Galerie Lake, mit Gretchen Scherer, Oldenburg
- 2016 Galerie Schimming, mit Niclas Castello u. a., Hamburg; Galerie Lake, mit Leif Trenkler u. a., Oldenburg; Galerie No. 3, Solo-Ausstellung, Berlin
- 2017 Janinebeangallery, Solo-Ausstellung, Berlin; Galerie Lake, Solo-Ausstellung, Oldenburg; Challery/Sotheby’s, Wien, Österreich
- 2018 Janinebeangallery, Solo-Ausstellung, Berlin; Galerie Lake, Solo-Ausstellung, Oldenburg; Challery/Sotheby’s, Wien, Österreich
- 2019 Janinebeangallery, Solo-Ausstellung, Berlin; Galerie Lake, Solo-Ausstellung, Oldenburg; Challery/Sotheby’s, Wien, Österreich
- 2020 Odetta Gallery, Group Show, NYC; Janinebeangallery, Solo-Ausstellung, Berlin
- 2021 Galerie Barbara von Stechow, mit Lars Möller, Frankfurt a. M.; Galerie Lake, mit Leif Trenkler, Moritz Götze u. a., Oldenburg; Odetta Gallery, Group Show, NYC
- 2022 Galerie Lake, mit Philip Grözinger, Oldenburg; The Naked Room, Solo-Ausstellung, Kyiv, Ukraine (geplant)

### Sammlungen
- IFC Permanent Collection (formerly The World Bank, Washington, DC)
- Hypovereinsbank (UniCredit)
- Schering AG, Berlin
- Sir Paul McCartney
- Patricia Highsmith (Estate)

## Filme
- Leroy räumt auf (Kurzfilm, 2005), Drehbuch, Regie
- Leroy (2007), Drehbuch, Regie
- Mullewapp – Eine schöne Schweinerei (2016), Drehbuch mit Jesper Møller